# Каменское (сельское поселение, Завьяловский район)
Каменское — упразднённое муниципальное образование со статусом сельского поселения в составе Завьяловского района Удмуртии.
Административный центр — деревня Каменное.
Образовано в 2005 году в результате реформы местного самоуправления.
25 июня 2021 года упразднено в связи с преобразованием муниципального района в муниципальный округ.

## Географические данные
Находится на юге района, граничит:
- на западе с Совхозным сельским поселением
- на северо-востоке с Завьяловским сельским поселением
- на юго-востоке с Бабинским сельским поселением
- на севере с территорией, подчинённой мэрии Ижевска
- на юге с Малопургинским районом

Западная граница поселения проходит по реке Иж, а по территории поселения протекают её притоки Старая Кенка и Динтёмка.

## История
В 1929 году образуется Ижевский район Вотской АО, в который входит Старо-Кенский сельсовет с центром в деревне Старые Кены. В 1937 году Старо-Кенский сельсовет входит в Завьяловский район Удмуртской АССР и включает деревни Старые Кены, Каменное, Динтём, Урал, Болтачево, Заря 1, Заря 2. В 1954 году к ним добавляются деревни Мещеряки и Старый Чультем Чультемского сельсовета, а в 1959 году деревни Люлли и Новый Чультем Завьяловского сельсовета. В 1962 году Завьяловский район упраздняется и сельсовет переходит в Ижевский сельский район, но уже в 1965 году Завьяловский район восстанавливается, куда снова зачисляется Старо-Кенский сельсовет.
Указом Президиума Верховного Совета УАССР от 23 октября 1970 года Старокенский сельский Совет переименован в Каменский сельсовет с перенесением центра из деревни Старые Кены в деревню Каменное. На начало 1984 года в состав сельского совета входили следующие населенные пункты: деревни Болтачево, Динтём-Бодья, Люлли, Мещеряки, Новый Урал, Старый Чультем, Новый Чультем, Сизево, Старые Кены, Каменное и посёлок Второй Ижевский лесопункт. После этого единственным территориальным изменением сельсовета стало исключение из его состава деревни Люлли и подчинение её администрации г. Ижевска.
В 1994 году Сельский совет преобразуется в Каменскую сельскую администрацию, а в 2005 году в Муниципальное образование «Каменское».

## Население
| 2010  | 2012  | 2013  | 2014  | 2015  | 2016  | 2017  |
| ----- | ----- | ----- | ----- | ----- | ----- | ----- |
| 2973  | ↗3036 | ↗3126 | ↗3150 | ↗3190 | ↗3422 | ↗3636 |
| 2018  | 2019  | 2020  |       |       |       |       |
| ↗3839 | ↗4008 | ↗4350 |       |       |       |       |

## Населенные пункты
| Название                  | Тип населённого пункта          | Население 2014 год | Почтовый индекс | ОКАТО          |
| ------------------------- | ------------------------------- | ------------------ | --------------- | -------------- |
| Каменное                  | Деревня, административный центр | ↗1522              | 427005          | 94 216 825 001 |
| Динтем-Бодья              | Деревня                         | ↗233               | 427005          | 94 216 825 005 |
| Новый Урал                | Деревня                         | ↗9                 | 427005          | 94 216 825 008 |
| Болтачево                 | Деревня                         | ↗1                 | 427005          | 94 216 825 007 |
| Мещеряки                  | Деревня                         | ↘393               | 427005          | 94 216 825 002 |
| Старый Чультем            | Деревня                         | ↘142               | 427005          | 94 216 825 006 |
| Новый Чультем             | Деревня                         | ↗114               | 427005          | 94 216 825 010 |
| Старые Кены               | Деревня                         | ↗379               | 427005          | 94 216 825 004 |
| Сизево                    | Деревня                         | ↗241               | 427005          | 94 216 825 003 |
| Второй Ижевский лесопункт | Деревня                         | ↗2                 | 427005          | 94 216 825 011 |

На территории сельского поселения находятся садоводческие некоммерческие товарищества Нива, Союз, Геофизик, Каменное, Чулпан, Свет, Каменное-1, Кены-Нефтяник, Мелиоратор, Урал, Заря-Каменное, Юбилейный (МВД), Восход, 50 лет Октября, Двигатель, Прогресс-1 (Кенский лес), Ружейник, Дружба, Венера, Южный-2, мечта, Свобода, Олимпийский и садовые кооперативы Отдых и Медик.

## Экономика
- СПК «Родина», преобразованное из одноимённого совхоза
- Крестьянских (фермерских) хозяйств — 25
- Общая площадь сельхозугодий: 44,2 км²

## Объекты социальной сферы
- МБОУ «Каменская средняя общеобразовательная школа»
- 3 детских сада
- 5 фельдшерско-акушерских пунктов
- МУЧ «Культурный комплекс „Каменский“»
- 3 клуба